# Wolfgang List

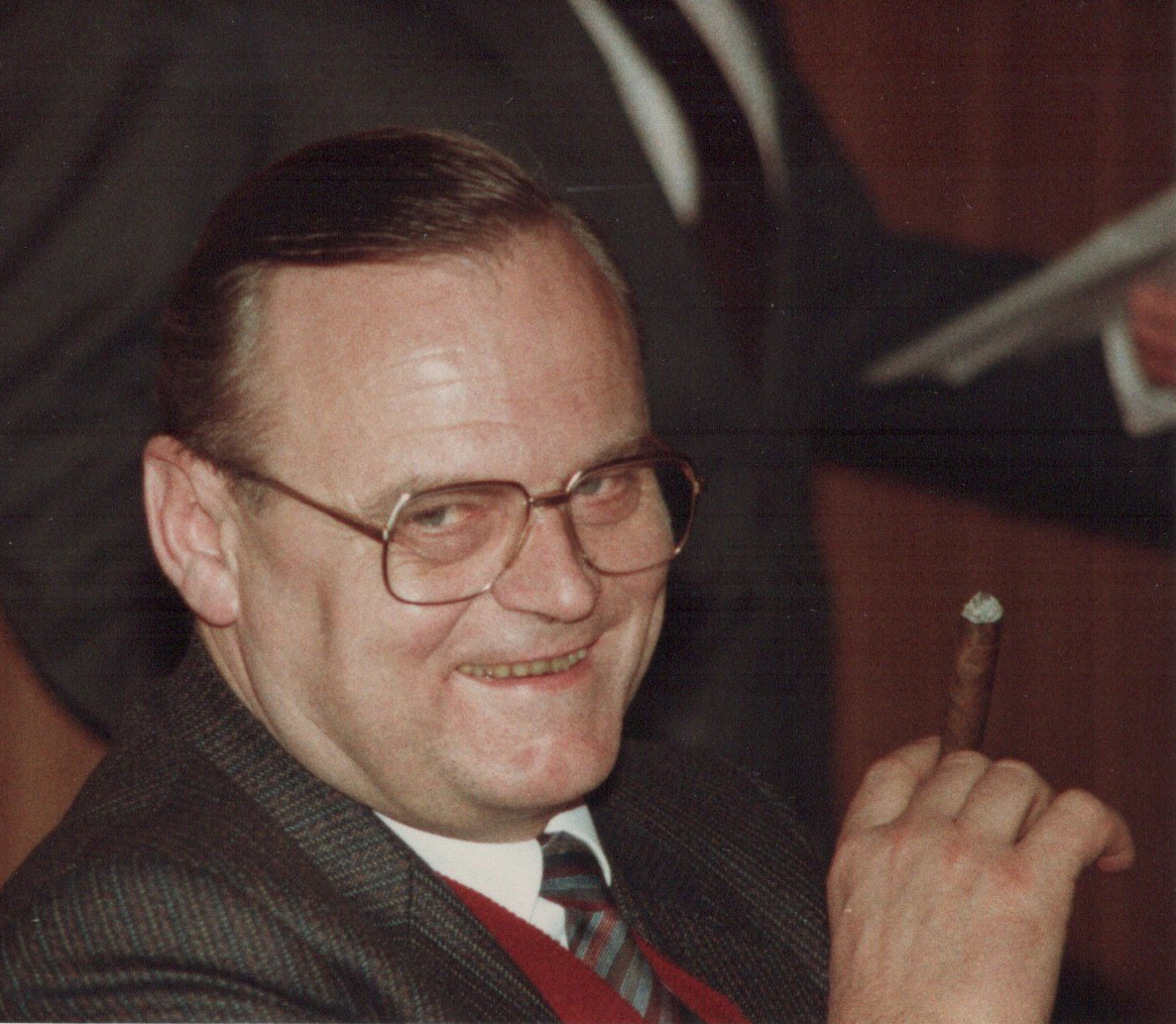
Wolfgang List im Dezember 1984 beim Nürnberger Thomastag

Wolfgang List (* 19. September 1935 in Mainz; † 21. Dezember 1995 in Ansbach) war ein deutscher Politiker (SPD).
List besuchte die Volksschule in Koblenz, nach der Evakuierung der Stadt ging er in Höpfingen und Dornberg im Odenwald zur Schule. Das Abitur legte er 1956 auf dem humanistischen Gymnasium in Ansbach ab. Er studierte Rechtswissenschaften an der Universität Erlangen, wurde im Wintersemester 1956/57 Mitglied der musischen Studentenverbindung AMV Fridericiana Erlangen und war im juristischen Vorbereitungsdienst in Erlangen, Berlin und Ansbach tätig. Von 1964 an arbeitete er als Rechtsanwalt in Ansbach. 1973 wurde er Mitarbeiter im Bundesfinanzministerium, 1975 dann Mitarbeiter der SPD-Bundestagsfraktion sowie Oberregierungsrat und 1977 schließlich Regierungsdirektor. Nach der Wiedervereinigung ging er an die Oberfinanzdirektion Chemnitz (Bundesvermögensabteilung), wo er 1992 zum Finanzpräsidenten befördert wurde.
List trat 1958 in die SPD ein. Für eine kurze Zeit Anfang der 1970er Jahre war er Kreisvorsitzender der SPD Ansbach-Stadt und -Land. 1974 wurde er Vorsitzender des Ortsvereins der SPD in Ansbach. Er gehörte dem Ansbacher Stadtrat, dem Verwaltungsrat der Stadt- und Kreissparkasse Ansbach und von 1978 bis 1982 dem Bayerischen Landtag an.